# Francoska in indijanska vojna
Francoska in indijanska vojna (znana tudi kot prva medkolonialna vojna) je bil devetletni oboroženi konflikt v Severni Ameriki, ki je potekal kot del večje sedemletne vojne. Severnoameriške kolonije britanskega imperija so se spopadle s francoskimi kolonijami, pri čemer so vsako stran podpirala različna plemena domorodcev. Na začetku vojne so imele francoske kolonije približno 60.000 naseljencev v primerjavi z dvema milijonoma v britanskih kolonijah. Številčno šibkejši Francozi so bili še posebej odvisni od svojih staroselskih zaveznikov.
Dve leti po začetku vojne, leta 1756, je Velika Britanija napovedala vojno Franciji, s čimer se je začela svetovna sedemletna vojna. Mnogi vidijo francosko-indijansko vojno zgolj kot ameriško prizorišče tega spopada; vendar v Združenih državah Amerike francosko-indijansko vojno obravnavajo kot ločen spopad, ki ni bil povezan z nobeno evropsko vojno. Francoski Kanadčani jo imenujejo guerre de la Conquête (»osvajalska vojna«).
Britanske koloniste so v različnih obdobjih podpirala plemena Irokezi, Catawba in Čeroki, francoske koloniste pa člani Wabanakijske konfederacije, Abenaki in milica Mi'kmaw ter Algonkini, Lenape, Chippewa, Ottawa,Shawnee in Wyandoti (Huroni). Boji so potekali predvsem vzdolž meja med Novo Francijo in britanskimi kolonijami, od province Virginije na jugu do Nove Fundlandije na severu. Začelo se je s sporom glede nadzora nad sotočjem rek Allegheny in Monongahel, imenovanih »Forks of the Ohio«, in lokacijo francoske utrdbe Fort Duquesne na mestu, ki je kasneje postalo Pittsburgh v Pensilvaniji. Spor je prerasel v nasilje v bitki pri Jumonville Glenu maja 1754, med katero so pripadniki virginijske milice pod poveljstvom 22-letnega Georgea Washingtona iz zasede napadli francosko patruljo.
Leta 1755 se je šest kolonialnih guvernerjev sestalo z generalom Edwardom Braddockom, novo prispelim poveljnikom britanske vojske in načrtovalo štiristranski napad na Francoze. Noben napad ni bil uspešen in Braddockova ekspedicija se je izkazala za katastrofo; 9. julija 1755 je izgubil bitko pri Monongaheli in nekaj dni pozneje umrl. Britanske operacije na obmejnih območjih province Pensilvanije in province New York v letih 1755–57 so propadle zaradi kombinacije slabega vodenja, notranjih delitev, učinkovitih francosko-kanadskih izvidnikov, francoskih rednih sil in zavezniških domorodnih bojevnikov. Leta 1755 so Britanci zavzeli Fort Beauséjour na meji, ki je ločevala Novo Škotsko od Akadije (nekdanje francoske kolonije ob Atlantski obali, zavzemala je tudi del sedanje države Maine v ZDA) in kmalu zatem ukazali izgon Akadijcev (1755–64). Ukaze za deportacijo je izdal vrhovni poveljnik William Shirley brez navodil Velike Britanije. Akadijci so bili izgnani, tako tisti, ki so bili ujeti z orožjem, kot tisti, ki so kralju prisegli zvestobo. Prav tako so bili domačini pregnani z zemlje, da bi naredili prostor za naseljence iz Nove Anglije.
Britanska vlada Pitt–Devonshire je padla zaradi katastrofalnih pohodov leta 1757, vključno z neuspešno ekspedicijo proti Louisbourgu (1757) in obleganjem utrdbe Fort William Henry; slednjemu so sledili staroselci, ki so mučili in pobijali svoje kolonialne žrtve. William Pitt, 1. grof Chathamski je prišel znova na oblast z vlado Pitt–Newcastle in znatno povečal britanske vojaške vire v kolonijah v času, ko Francija ni bila pripravljena tvegati velikih konvojev za pomoč omejenim silam, ki jih je imela v Novi Franciji, temveč je raje osredotočila svoje sile proti Prusiji in njenim zaveznikom, ki so bili zdaj vpleteni v sedemletno vojno v Evropi. Konflikt v Ohiu se je končal leta 1758 z britansko-ameriško zmago. Med letoma 1758 in 1760 je britanska vojska začela kampanjo za zavzetje francoske Kanade. Uspelo jim je osvojiti ozemlje v okoliških kolonijah in na koncu v bitki na Abrahamovih ravnicah še mesto Quebec (1759). Naslednje leto so Britanci zmagali v Montrealski kampanji, nakar so Francozi v skladu s Pariško pogodbo (1763) prepustili Kanado Britaniji.
Francija je prav tako prepustila svoje ozemlje vzhodno od Misisipija Veliki Britaniji, pa tudi francosko Louisiano zahodno od reke Misisipi svoji zaveznici Španiji kot nadomestilo za špansko izgubo španske Floride proti Veliki Britaniji (Španija je Florido prepustila Veliki Britaniji v zameno za vrnitev Havane na Kubi). Francoska kolonialna prisotnost severno od Karibov se je zmanjšala na otoka Saint Pierre in Miquelon, kar je potrdilo položaj Velike Britanije kot prevladujoče kolonialne sile v Severni Ameriki.

## Nomenklatura
V britanski Ameriki so bile vojne pogosto poimenovane po takratnem britanskem monarhu, na primer vojna kralja Viljema ali vojna kraljice Ane. V štiridesetih letih 18. stoletja je med vladavino kralja Jurija II. že potekala vojna kralja Jurija, zato so britanski kolonisti ta konflikt poimenovali po svojih nasprotnikih in je postal znan kot francosko-indijanska vojna. To se še naprej uporablja kot standardno ime za vojno v Združenih državah Amerike, čeprav so se staroselska plemena borila na obeh straneh konflikta. To je privedlo tudi do sedemletne vojne v tujini, veliko večjega konflikta med Francijo in Veliko Britanijo, v katerega niso bile vpletene ameriške kolonije; Nekateri zgodovinarji povezujejo francosko-indijansko vojno s sedemletno vojno v tujini, vendar večina prebivalcev Združenih držav Amerike meni, da sta to dva ločena konflikta – le eden od njiju je vključeval ameriške kolonije,, ameriški zgodovinarji pa običajno uporabljajo tradicionalno ime. Med manj pogosto uporabljenimi imeni za vojno sta »četrta medkolonialna vojna« in »velika vojna za imperij«.
V Evropi se francosko-indijanska vojna združuje s sedemletno vojno in nima ločenega imena. »Sedem let« se nanaša na dogodke v Evropi, od uradne napovedi vojne leta 1756 – dve leti po začetku francosko-indijanske vojne – do podpisa mirovne pogodbe leta 1763. Francosko-indijanska vojna v Ameriki pa se je v veliki meri končala v šestih letih, od bitke pri Jumonville Glenu leta 1754 do zavzetja Montreala leta 1760.
Kanadčani združujejo evropski in ameriški konflikt v sedemletno vojno (Guerre de Sept Ans). Francoski-kanadčani uporabljajo tudi izraz »osvajalska vojna« (Guerre de la Conquête), saj gre za vojno, v kateri so Britanci osvojili Novo Francijo in ta postala del Britanskega imperija. V Quebecu sta ta izraz promovirala priljubljena zgodovinarja Jacques Lacoursière in Denis Vaugeois, ki sta si izposodila ideje Mauricea Séguina, ko sta to vojno obravnavala kot dramatično prelomnico francosko-kanadske identitete in narodnosti.

## Ozadje
V tem času sta si Severno Ameriko vzhodno od reke Mississippi večinoma lastila Velika Britanija ali Francija. Velika območja niso imela kolonialnih naselij. Francosko prebivalstvo je štelo približno 75.000 ljudi in je bilo močno skoncentrirano vzdolž doline reke St. Lawrence, nekaj pa jih je bilo tudi v Akadiji (današnji Novi Brunswick in delih Nove Škotske), vključno z Île Royale (Cape Breton (otok)). Manj jih je živelo v New Orleansu; Biloxiju, Mississippi; Mobilu, Alabama in majhna naselja v Illinois Country, ki so objemala vzhodno stran reke Mississippi in njenih pritokov. Francoski trgovci s krznom in lovci na travnike so potovali po porečjih St. Lawrence in Mississippija, poslovali z lokalnimi indijanskimi plemeni in se pogosto poročali z Indijankami. Trgovci so se poročili s hčerami poglavarjev in tako ustvarili visoke zveze.
Britanski naseljenci so številčno prekašali Francoze v razmerju 20 proti 1 približno 1.5 milijona prebivalcev se je raztezalo vzdolž atlantske obale celine od Nove Škotske in kolonije Nova Fundlandija na severu do province Georgia na jugu. Številne ozemelske zahteve starejših kolonij so segale poljubno daleč na zahod, saj obseg celine v času, ko so jim podelili provincialne listine, ni bil znan. Njihova središča prebivalstva so bila vzdolž obale, vendar so se naselja širila v notranjost. Britanci so leta 1713 od Francije zavzeli Novo Škotsko, ki je imela še vedno znatno francosko govoreče prebivalstvo. Britanija si je prizadevala tudi za Rupertovo deželo, kjer je Hudson's Bay Company trgovala s krznom z lokalnimi indijanskimi plemeni.
Med francoskimi in britanskimi kolonisti so velika območja obvladovala indijanska plemena. Na severu so bili Mi'kmaq in Abenakiji vpleteni v vojno očeta Le Loutra in so še vedno imeli oblast v delih Nove Škotske, Akadije in vzhodnih delih province Kanade, pa tudi v večjem delu Maina. Irokeška konfederacija je prevladovala nad večjim delom severnega dela zvezne države New York in Ohio Country, čeprav je Ohio vključeval tudi algonkinsko govoreče prebivalce Lenape in Shawnee, ki so govorili algonkinsko jezike, pa tudi Mingose, ki so govorili irokeško. Ta plemena so bila formalno pod irokeško oblastjo in so jim ti omejevali pristojnosti pri sklepanju sporazumov. Irokeška konfederacija je sprva zagovarjala nevtralnost, da bi zagotovila nadaljnjo trgovino s Francozi in Britanci. Čeprav se je ohranitev tega stališča izkazala za težavno, saj so se plemena Irokeške konfederacije postavila na stran Francozov ali Britancev in podpirala francoske ali britanske cilje, odvisno od tega, katera stran je nudila najbolj koristno trgovino.
V jugovzhodni notranjosti so prevladovali siuansko govoreči Catawbe, Muskogee govoreči Creeks in Choctaw ter irokeško govoreča plemena Cherokee. Ko je izbruhnila vojna, so francoski kolonisti izkoristili svoje trgovske povezave za novačenje borcev iz plemen v zahodnih delih območja Velikih jezer, ki ni bilo neposredno predmet konflikta med Francozi in Britanci; med njimi so bili huronsko pleme Wyandot, Mississaugas, Chippewa, Winnebagos in Potawatomi.
Britanske koloniste so v vojni podpirali Irokezi in tudi Cherokee, dokler niso nesoglasja leta 1758 sprožila Anglo-Cherokee vojne. Leta 1758 je [Provinca Pensilvanija uspešno izpogajala Eastonsko pogodbo, v kateri je več plemen v Ohiu obljubilo nevtralnost v zameno za koncesije za zemljo in druge ugodnosti. Večina drugih severnih plemen se je postavila na stran Francozov, njihovega glavnega trgovskega partnerja in dobavitelja orožja. Kreeji in Cherokee so bili predmet diplomatskih prizadevanj tako Francozov kot Britancev, da bi si v konfliktu pridobili bodisi njihovo podporo bodisi nevtralnost.
V tem času si je Španija lastila le provinco Florido v vzhodni Ameriki. Nadzorovala je Kubo in druga ozemlja v Zahodni Indiji, ki so postala vojaški cilji v sedemletni vojni. Floridsko evropsko prebivalstvo je štelo nekaj sto ljudi, skoncentriranih v St. Augustineu na Floridi.
Na začetku vojne v Ameriki ni bilo nameščenih nobenih francoskih čet redne vojske. Novo Francijo je branilo približno 3.000 troupes de la marine, čet kolonialnih rednih vojakov (nekateri od njih so imeli znatne izkušnje z bojem v gozdovih). Kolonialna vlada je po potrebi rekrutirala podporo milice. Britanci so imeli malo vojakov. Večina britanskih kolonij je za spopadanje z indijanskimi grožnjami zbrala lokalne milice, ki so bile običajno slabo usposobljene in na voljo le za krajša obdobja, vendar niso imele stalnih sil. Virginija je imela nasprotno veliko mejo z več četami britanskih rednih vojakov.
Ko so se začele sovražnosti, so britanske kolonialne vlade raje delovale neodvisno druga od druge in od vlade v Londonu. Zaradi tega so se zapletla pogajanja z indijanskimi plemeni, katerih ozemlja so pogosto obsegala zemljišča, ki so si jih lastile številne kolonije. Med napredovanjem vojne so voditelji britanske vojske poskušali kolonialnim vladam naložiti omejitve in zahteve.

### Céloronova odprava
Generalni guverner Nove Francije Roland-Michel Barrin de La Galissonière je bil zaskrbljen zaradi vdora in širjenja vpliva britanskih kolonialnih trgovcev, kot je bil George Croghan v Ohiu. Junija 1747 je ukazal Pierru-Josephu Céloronu, naj vodi vojaško odpravo skozi to območje. Njeni cilji so bili:
- ponovno potrditi indijanskim zaveznikom Nove Francije, da so njihovi trgovinski dogovori s kolonisti izključno za tiste, ki jih je pooblastila Nova Francija
- potrditi indijansko pomoč pri uveljavljanju in ohranjanju francoskih zahtev po ozemljih, ki so si jih zahtevali francoski raziskovalci
- odvrniti kakršna koli zavezništva med Britanijo in lokalnimi indijanskimi plemeni
- narediti vtis na Indijance s francosko demonstracijo moči proti vdoru britanskih kolonialnih naseljencev, nepooblaščenim trgovskim odpravam in splošnemu poseganju v francoske zahteve[23]

Céloronova ekspedicijska sila je bila sestavljena iz približno 200 Troupes de la marine in 30 Indijancev, ki so med junijem in novembrom 1749 prevozili približno 3.000 mi (4.800 km). Potovali so po reki St. Lawrence, nadaljevali vzdolž severne obale Ontarijskega jezera, prečkali slapove pri Niagari in sledili južni obali Eriejskega jezera. Pri Chautauqua Portage blizu Barcelone, New York, se je ekspedicija premaknila v notranjost do reke Allegheny, ki ji je sledila do kraja Pittsburgh. Tam je Céloron zakopal svinčene plošče, na katerih so bile vgravirane francoske zahteve po ozemlju Ohia. Kadar koli je srečal britanske kolonialne trgovce ali trgovce s krznom, jih je obvestil o francoskih zahtevah po ozemlju in jim naročil, naj odidejo.
Céloronova odprava je prispela v indijansko vas Logstown, kjer so ga Indijanci na tem območju obvestili, da so lastniki ozemlja Ohio in da bodo trgovali z britanskimi kolonisti ne glede na Francoze. Nadaljeval je proti jugu, dokler njegova odprava ni dosegla sotočja rek Ohio in Great Miami reke, ki leži južno od vasi Pickawillany, doma poglavarja plemena Miami, znanega kot "Stari Britanec". Céloron je poglavarju "Staremu Britancu" zagrozil z hudimi posledicami, če bo še naprej trgoval z britanskimi kolonisti, vendar je "Stari Britanec" opozorilo prezrl. Céloron se je novembra 1749 razočaran vrnil v Montreal.
Céloron je napisal obsežno in podrobno poročilo. »Lahko rečem le, da so domorodci teh krajev zelo slabo naklonjeni Francozom,« je zapisal, »in so popolnoma predani Angležem. Ne vem, kako bi jih lahko pripeljali nazaj.« Že pred njegovo vrnitvijo v Montreal so poročila o razmerah v Ohiu prihajala v London in Pariz, pri čemer je vsaka stran predlagala ukrepanje. Guverner province Massachusetts Bay William Shirley je bil še posebej odločen in je izjavil, da britanski kolonisti ne bodo varni, dokler bodo prisotni Francozi.

### Pogajanja
Vojna za avstrijsko nasledstvo se je končala leta 1748 s podpisom Aix-la-Chapelle (1748) pogodbe, ki je bila osredotočena predvsem na reševanje vprašanj v Evropi. Vprašanja nasprotujočih si ozemeljskih zahtev med britanskimi in francoskimi kolonijami so bila predana komisiji, ki pa ni sprejela nobene odločitve. Obe strani sta zahtevali obmejna območja, od Nove Škotske in Akadije na severu do Ohio Country na jugu. Spori so se razširili tudi na Atlantski ocean, kjer sta si obe sili želeli dostopa do bogatih ribiških virov Grand Banks ob Novi Fundlandiji.
Leta 1749 je britanska vlada podarila zemljišče družbi "Ohio Company of Virginia" za razvoj trgovine in naselij v Ohiu. Nepovratna sredstva so zahtevala, da se na ozemlju naseli 100 družin in zgradi utrdba za njihovo zaščito. Vendar si je ozemlje lastila tudi Pensilvanija in obe koloniji sta začeli pritiskati za razglasitev zemljišč dotični koloniji. Leta 1750 je Christopher Gist raziskal ozemlje Ohia, deloval v imenu Virginije in družbe in začel pogajanja z indijanskimi plemeni v Logstownu. Sklenil je pogodbo iz Logstowna leta 1752, v kateri so se lokalni Indijanci dogovorili o pogojih prek svojega "polkralja" Tanacharisona in predstavnika Irokezov. Ti pogoji so vključevali dovoljenje za gradnjo utrjene postojanke ob ustju reke Monongahela na današnjem mestu Pittsburgha v Pensilvaniji.

### Eskalacija v Ohiu
Generalni guverner Nove Francije Marquis de la Jonquière je umrl 17. marca 1752, začasno pa ga je nadomestil Charles le Moyne de Longueuil. Njegov stalni naslednik naj bi bil Marquis Duquesne, vendar je v Novo Francijo prispel šele leta 1752, da bi prevzel položaj. Nadaljnja britanska dejavnost na ozemlju Ohia je Longueuila spodbudila, da je na to območje poslal še eno odpravo pod poveljstvom Charlesa Michela de Langladea, častnika v Troupes de la Marine. Langlade je dobil 300 mož, vključno s francoskimi-kanadčani in bojevniki plemena Ottawa. Njegov cilj je bil kaznovati prebivalce Pickawillanyja v Miamiju, ker niso upoštevali Céloronovih ukazov o prenehanju trgovanja z Britanci. 21. junija je francoska vojna skupina napadla trgovsko središče v Pickawillanyju, ujela tri trgovce in ubila 14 Indijancev iz Miamija, vključno z poglavarjem "Starim Britancem". Poročali so, da so ga nekateri Indijanci v odpravi ritualno kanibalizirali.

#### Gradnja francoskih utrdb
Spomladi 1753 je Paul Marin de la Malgue dobil poveljstvo nad 2.000 možmi iz enote Troupes de la Marine in Indijancev. Njegov ukaz je bil zaščititi kraljevo zemljo v dolini Ohio pred Britanci. Marin je sledil poti, ki jo je Céloron začrtal štiri leta prej. Céloron pa je omejil zapis francoskih zahtev na zakopavanje svinčenih plošč, medtem ko je Marin gradil in nameščal utrdbe. Najprej je zgradil utrdbo Fort Presque Isle na južni obali jezera Erie blizu Erieja v Pensilvaniji, nato pa je dal zgraditi cesto do izvira potoka LeBoeuf Creek (Pensilvanija). Nato je v utrdbi Fort Le Boeuf v Waterfordu v Pensilvaniji zgradil drugo utrdbo, namenjeno varovanju izvira potoka LeBoeuf Creek. Ko se je premikal proti jugu, je pregnal ali ujel britanske trgovce, kar je vznemirilo tako Britance kot Irokeze. Tanaghrisson je bil poglavar Indijancev Mingo, ki so bili ostanki Irokezov in drugih plemen, ki jih je kolonialna širitev pregnala na zahod. Zelo je sovražil Francoze, ki jih je obtožil, da so ubili in pojedli njegovega očeta. Odpotoval je v utrdbo Le Boeuf in Francozom grozil z vojaško akcijo, kar je Marin prezirljivo zavrnil.
Irokezi so poslali poslance na posestvo Sir Williama Johnsona v severnem delu zvezne države New York, ki je bil britanski nadzornik za indijanske zadeve v regiji New York in drugod. Johnson je bil med Irokezi znan kot Warraghiggey, kar pomeni "tisti, ki dela velike stvari". Govoril je njihove jezike in postal spoštovan častni član Irokeške konfederacije na tem območju, leta 1746 pa je bil imenovan za polkovnika Irokezov; kasneje je bil povišan v polkovnika zahodne newyorške milice.
Indijanski predstavniki in Johnson so se v Albanyju, New York sestali z guvernerjem Georgeom Clintonom (častnikom kraljeve mornarice) in uradniki nekaterih drugih ameriških kolonij. Mohawk poglavar Hendrick je bil predsednik njihovega plemenskega sveta in je vztrajal, da Britanci spoštujejo svoje obveznosti in blokirajo francosko širitev. Clinton se ni odzval v njegovo zadovoljstvo, Hendrick pa je dejal, da je bila "zavezniška veriga" prekinjena (dolgoletni prijateljski odnos med Irokeško konfederacijo in britansko krono).

#### Odziv Virginije
Guverner Virginije  Robert Dinwiddie je bil vlagatelj v Ohio Company, ki bi lahko izgubila denar, če bi Francozi obdržali svoje ozemeljske zahteve. Oktobra 1753 je 21-letnemu majorju Georgeu Washingtonu (katerega brat je bil še en vlagatelj Ohio Company) iz Virginijskega polka ukazal, naj opozori Francoze, naj zapustijo ozemlje Virginije. Washington je odšel z majhno skupino, v kateri so bili Jacob Van Braam kot tolmač, Christopher Gist (geodet podjetja, ki je delal na tem območju), Guyasuta (poglavar irokeškega plemena Mingo-Seneca), Jeskakake (poglavar irokeškega plemena Cayuga), Kaghswaghtaniunt (poglavar irokeškega plemena Seneca), in Tanaghrisson (poglavar irokeškega plemena Mingo). 12. decembra so Washington in njegovi možje dosegli utrdbo Le Boeuf.
Jacques Legardeur de Saint-Pierre je po Marinovi smrti 29. oktobra nasledil Marina kot poveljnik francoskih sil in povabil Washingtona na večerjo. Med večerjo je Washington Saint-Pierru izročil pismo Dinwiddieja, v katerem je zahteval takojšen umik Francije iz Ohia. Saint-Pierre je rekel: »Kar zadeva poziv k umiku, ki mi ga pošiljate, se ne čutim dolžnega ubogati.« Washingtonu je povedal, da so francoske zahteve po regiji večje od britanskih, saj je René-Robert Cavelier, Sieur de La Salle skoraj stoletje prej raziskal območje Ohia.
Washingtonova skupina je zgodaj 16. decembra zapustila utrdbo Le Boeuf in 16. januarja 1754 prispela v Williamsburg, Virginia. V svojem poročilu je zapisal: »Francozi so zasedli jug«, podrobno opisuje korake, ki so jih sprejeli za utrjevanje območja in njihov namen, da utrdijo sotočje rek Allegheny in Monongahela.

## Potek vojne
Še preden se je Washington vrnil, je Dinwiddie poslal četo 40 mož pod poveljstvom Williama Trenta, kateri so v prvih mesecih leta 1754 začeli graditi majhno utrdbo. Guverner Duquesne je v istem obdobju poslal dodatne francoske sile pod poveljstvom Claude-Pierre Pécaudy de Contrecœurja, da bi rešile Saint-Pierre, Contrecœur je 5. aprila 1754 vodil 500 mož proti jugu iz utrdbe Venango. Te sile so 16. aprila prispele v utrdbo, vendar je Contrecœur velikodušno dovolil Trentovi majhni četi, da se umakne. Kupil je njihovo gradbeno orodje za nadaljevanje gradnje utrdbe Fort Duquesne.

### Zgodnji spopadi
Dinwiddie je ukazal Washingtonu naj povede večjo silo, ki bi Trentu pomagala pri njegovem delu postavitve utrdbe, Washington pa je med potjo izvedel za Trentov umik. Mingo poglavar Tanaghrisson je Britancem obljubil podporo, zato je Washington nadaljeval proti utrdbi Duquesne in se z njim srečal. Nato je od bojevnika, ki ga je poslal Tanaghrisson, izvedel za francosko izvidniško skupino na tem območju, zato je svoji skupini dodal še ducat Tanaghrissonovih Mingo bojevnikov. Washingtonova združena sila 52 vojakov je zjutraj 28. maja iz zasede napadla 40 franco-kanadčanov v bitki, ki je postala znana kot bitka pri Jumonville Glenu. Ubili so veliko Kanadčanov, vključno z njihovim poveljnikom Josephom Coulonom de Jumonvillom, ki mu je Tanaghrisson domnevno razbil glavo z tomahavkom. Zgodovinar Fred Fred Anderson namiguje, da je Tanaghrisson deloval tako, da bi pridobil podporo Britancev in ponovno pridobil oblast nad svojim plemenom. Bili so nagnjeni k podpori Francozov, s katerimi so imeli dolgoletne trgovinske odnose. Eden od Tanaghrissonovih mož je Contrecoeurju povedal, da je bil Jumonville ubit v ognju britanskih mušket. Zgodovinarji na splošno menijo, da je bitka pri Jumonville Glenu otvoritvena bitka francosko-indijanske vojne v Severni Ameriki in začetek sovražnosti v dolini Ohio.
Po bitki se je Washington umaknil nekaj kilometrov nazaj in na hitro zgradil trdnjavo Necessity (Fort Necessity), ki so jo Kanadčani napadli pod poveljstvom Jumonvilleovega brata v bitki pri Fort Necessity 3. julija. Washington se je predal in izpogajal umiku z obdržanim orožjem. Eden od njegovih mož je poročal, da so kanadsko silo spremljali bojevniki Shawnee, Delawari in Mingo – prav tisti, na katere je Tanaghrisson želel vplivati.
Novice o obeh bitkah so Anglijo dosegle avgusta. Po večmesečnih pogajanjih se je vlada Thomasa Pelham-Hollesa, 1. vojvode Newcastle-upon-Tyne odločila, da bo naslednje leto poslala vojaško odpravo, da bi pregnala Francoze. Za vodjo odprave so izbrali generalmajorja Edwarda Braddocka. Glas o britanskih vojaških načrtih je v Francijo pricurljal že veliko pred Braddockovim odhodom v Severno Ameriko. V odgovor je kralj Ludvik XV. leta 1755 poslal šest polkov v Novo Francijo pod poveljstvom Jeana Erdmana, barona Dieskaua. Britanci so februarja 1755 poslali svojo floto z namenom, da bi blokirali francoska pristanišča, vendar je francoska flota že odplula. Admiral Edward Hawke, 1. baron Hawke je v Severno Ameriko poslal hitro eskadro, da bi jih prestregel. 
V drugi britanski akciji je admiral Edward Boscawen 8. junija 1755 zajel francosko ladjo Alcide in dve ladji za prevoz vojakov. Britanci so ves čas leta 1755 nadlegovali francosko ladjevje, zasegali ladje in zajemali v ujetništvo francoske mornarje. Ta dejanja so prispevala k končnim formalnim napovedim vojne spomladi 1756.
Zgodnji pomemben politični odziv na začetek sovražnosti je bil sklic "Albany kongresa" junija in julija 1754. Cilj kongresa je bil formalizirati enotno fronto v trgovini in pogajanjih z Indijanci, saj je bila zvestoba različnih plemen in narodov ključna v vojni, ki se je odvijala. Načrta, o katerem so se delegati strinjali, niso ratificirali niti kolonialni zakonodajalci niti ga ni odobrila krona. Kljub temu je format kongresa in številne posebnosti načrta postale prototip za konfederacijo med vojno za neodvisnost.

### Britanske kampanje, 1755
Britanci so za leto 1755 oblikovali agresiven načrt operacij. General Braddock naj bi vodil odpravo v utrdbo Duquesne, medtem ko je guverner Massachusettsa William Shirley dobil nalogo utrditi utrdbo Oswego in napasti utrdbo Niagara. Sir William Johnson naj bi zavzel trdnjavo St. Frédéric pri[Crown Pointu, New York, in podpolkovnik Robert Monckton naj bi zavzel trdnjavo Beauséjour na vzhodu na meji med Novo Škotsko in Acadio.
Edward Braddockje junija 1755 v "Braddockovi odpravi" vodil približno 1.500 vojakov in provincialne milice, da bi zavzeli Fort Duquesne, George Washington pa je bil eden od njegovih pomočnikov. Odprava je bila katastrofa. Pri Monongaheli so jo napadli francoski redni vojaki, kanadski pripadniki milice in indijanski bojevniki, ki so jih iz zasede napadali iz skrivališč na drevesih in za hlodi, Braddock pa je svoje ljudi pozval k umiku. Bil je ubit, približno 1.000 britanskih vojakov pa je bilo prav tako ubitih ali ranjenih. Preostalih 500 britanskih vojakov se je pod vodstvom Washingtona umaknilo v Virginijo. Washington in Thomas Gage sta igrala ključno vlogo pri organizaciji umika – dva bodoča nasprotnika v ameriški revolucionarni vojni.
Britanska vlada je po novici o Braddockovem porazu in začetku zasedanja parlamenta novembra 1755 začela načrt za povečanje vojaških zmogljivosti v pripravah na vojno. Med prvimi zakonodajnimi ukrepi je bil "Zakon o novačenju iz leta 1756", "Zakon o pooblastilih za tuje protestante iz leta 1756" za "Kraljevi strelski korpus", "Zakon o plovbi iz leta 1756", in "Zakon o nadaljevanju zakonov iz leta 1756". Anglija je po razglasitvi vojne 17. maja sprejela "Zakon o pomorskih nagradah iz leta 1756", da bi omogočila zajetje ladij in vzpostavila gusarstvo.
Francozi so pridobili kopijo britanskih vojnih načrtov, vključno z dejavnostmi Shirleyja in Johnsona. Shirleyjeva prizadevanja za utrdbo Oswega so se zataknila v logističnih težavah, ki jih je še poslabšala njegova neizkušenost pri vodenju velikih odprav. Hkrati je bil obveščen, da se Francozi v njegovi odsotnosti zbirajo za napad na utrdbo Oswego, ko je načrtoval napad na utrdbo Niagara. Kot odgovor je pustil garnizije v Oswegu, utrdbi Bull in utrdbi Williams, zadnji dve sta se nahajali na reki Oneida med reko Mohawk in potokom Wood Creek v Rimu, New York. Zaloge so bile shranjene v utrdbi Bull za uporabo v načrtovanem napadu na Niagaro.
Johnsonova odprava je bila bolje organizirana kot Shirleyjeva, kar je opazil guverner Nove Francije Pierre François de Rigaud, markiz de Vaudreuil. Vaudreuila je skrbela podaljšana oskrbovalna linija do utrdb na reki Ohio, zato je poslal barona Dieskaua, da bi vodil obrambo pri Frontenacu pred pričakovanim Shirleyjevim napadom. Vaudreuil je v Johnsonu videl večjo grožnjo in je poslal Dieskaua v utrdbo St. Frédéric, da bi se spopadel s to grožnjo. Dieskau je načrtoval napad na britanski tabor v Fort Edwardu  New York na zgornjem koncu plovbe po reki Hudson, vendar ga je Johnson močno utrdil in Dieskauova indijanska podporna sila ni bila pripravljena napasti. Vojski sta se končno srečai v krvavi bitki pri jezeru George med utrdbo Fort Edward in Fort William Henry. Bitka se je končala brez prepričljivega zmagovalca, obe strani sta se umaknili z bojišča. Johnsonov prodor se je ustavil pri utrdbi Fort William Henry, Francozi pa so se umaknili na Ticonderoga Point, kjer so začeli graditi utrdbo Fort Carillon (kasneje preimenovano v Fort Ticonderoga, potem ko so jo Britanci leta 1759 zavzeli).
Polkovnik Monckton je junija 1755 zavzel utrdbo Beauséjour, kar je bil edini britanski uspeh tistega leta, s čimer je francosko trdnjavo Louisbourg odrezal od kopenskih okrepitev. Da bi prekinil oskrbo Louisbourga z vitalnimi viri, je guverner Nove Škotske Charles Lawrence odredil deportacijo francosko govorečega akadskega prebivalstva z območja. Moncktonove sile, vključno s četami Rogersovih rangerjev, so na silo odstranile na tisoče Akadijcev, preganjale mnoge, ki so se upirali in včasih zagrešile grozodejstva. Prekinitev oskrbe Louisbourga je privedla do njegovega zajetja.> Akadski odpor je bil včasih precej trd, v sodelovanju z indijanskimi zavezniki, vključno z Mi'kmaqi, z nenehnimi mejnimi napadi na Dartmouth in Lunenburg med drugim. Edini spopadi večje velikosti so bili v bitki pri Petitcodiacu leta 1755 in v bitki pri Bloody Creeku (1757)  blizu Annapolis Royal, Nova Škotska leta 1757, razen pohodov za izgon Akadijcev v kampanji v zalivu Fundy (1755), kampanji ob reki Petitcodiac in kampanji ob reki St. John ter kampanji na Île Saint-Jean.

### Francoske zmage, 1756–1757
Po Braddockovi smrti je William Shirley prevzel poveljstvo nad britanskimi silami v Severni Ameriki in na srečanju v Albanyju decembra 1755 predstavil svoje načrte za leto 1756. Predlagal je obnovitev prizadevanj za zavzetje Niagare, Crown Pointa in Duquesna z napadi na Fort Frontenac na severni obali jezera Ontario in ekspedicijo skozi divjino okrožja Maine in po reki Chaudière za napad na mesto Quebec. Vendar pa je njegov načrt naletel na nesoglasja in spore z drugimi, vključno z Williamom Johnsonom in guvernerjem New Yorka sirom Charlesom Hardyjem, zato ni dobil veliko podpore.
Newcastle ga je januarja 1756 zamenjal z Johnom Campbellom, 4. grofom  Loudounom, generalmajor James Abercrombie pa je bil njegov namestnik. Nobeden od njiju ni imel toliko izkušenj s pohodi kot trije častniki, ki jih je Francija poslala v Severno Ameriko. Okrepitve francoske redne vojske so v Novo Francijo prispele maja 1756 pod vodstvom generalmajorja Louisa-Josepha de Montcalma, ki sta ga podpirala Chevalier de Lévis in polkovnik François-Charles de Bourlamaque, vsi izkušeni veterani iz vojne za avstrijsko nasledstvo. 17. maja 1756 je Velika Britanija uradno napovedala vojno Franciji, kar se je razširilo v Evropo in postalo znano kot sedemletna vojna.
Guverner Vaudreuil je imel ambicije, da bi poleg vloge guvernerja postal tudi francoski vrhovni poveljnik in je ukrepal pozimi 1756, preden so te okrepitve prispele. Izvidniki so poročali o šibkosti britanske oskrbovalne verige, zato je ukazal napad na utrdbe, ki jih je Shirley postavil pri prehodu Oneida. V bitki pri Fort Bullu so francoske sile uničile utrdbo in velike količine zalog, vključno z 45.000 lb (20.000 kg) smodnika. To je preprečilo vsa britanska upanja za pohode na  Ontarijsko jezero in ogrozilo garnizijo Oswego, ki ji je že tako primanjkovalo zalog. Francoske sile v dolini Ohio so še naprej spletkarile z Indijanci po celotnem območju in jih spodbujale k napadom na obmejne naselbine. To je privedlo do nenehnih alarmov vzdolž zahodnih meja, tokovi beguncev pa so se vračali proti vzhodu, da bi se izognili napadom.
Novo britansko poveljstvo ni bilo vzpostavljeno do julija. Abercrombie je prispel v Albany, vendar ni hotel izvesti nobenih pomembnih ukrepov, dokler jih ni odobril Loudoun, Montcalm pa je drzno ukrepal proti njegovi neaktivnosti. Pojačal je Vaudreuilove napore z obleganjem garnizije v Oswegu in izvedel strateško ukano s preselitvijo svojega štaba v Ticonderogo, kot da bi napovedoval nov napad ob jezeru George. Ko je bil Abercrombie pritisnjen pri Albanyju, se je Montcalm izmuznil in avgusta vodil uspešen napad na Oswego. Potem se Montcalm in Indijanci pod njegovim poveljstvom niso strinjali glede razpolaganja z osebnimi predmeti ujetnikov. Evropejci jih niso imeli za plen in so Indijancem preprečili, da bi ujetnikom odvzeli dragocenosti, kar je razjezilo Indijance.
Loudoun je bil sposoben administrator, a previden terenski poveljnik in za leto 1757 je načrtoval eno večjo operacijo: napad na glavno mesto Nove Francije, mesto Quebec. V utrdbi Fort William Henry je pustil precejšnjo silo, da bi zmotil Montcalma in začel organizirati odpravo v Quebec. Nato mu je William Pitt st., državni sekretar odgovoren za kolonije ukazal, naj najprej napade Louisbourg. Ekspedicijo so pestile najrazličnejše zamude, a je bila končno pripravljena na izplutje iz Halifaxa v Novi Škotski v začetku avgusta. Medtem so se francoske ladje izognile britanski blokadi francoske obale in v Louisbourgu je Loudouna čakala flota, ki je številčno prekašala britansko floto. Soočen s to močjo se je Loudoun vrnil v New York sredi novic, da je v bitki pri Fort William Henryju|.
Francoske iregularne sile (kanadski rangerji in Indijanci) so v prvi polovici leta 1757 nadlegovale utrdbo Fort William Henry. Januarja so v bližini Ticonderoge iz zasede napadle britanske rangerje. Februarja so izvedle napad na položaj na drugi strani zamrznjenega jezera George, pri čemer so uničile skladišča in stavbe zunaj glavne utrdbe. V začetku avgusta je Montcalm z 7.000 vojaki oblegal utrdbo, ki se je predala s sporazumom o pogojnem umiku. Ko se je umik začel, so nekateri Montcalmovi indijanski zavezniki napadli britansko kolono, ker so bili jezni zaradi izgubljene priložnosti za plen ter ubili in ujeli več sto moških, žensk, otrok in sužnjev. Posledice obleganja so morda prispevale k prenosu črnih koz med oddaljeno indijansko populacijo, saj naj bi nekateri Indijanci prišli izza Misisipija, da bi sodelovali v kampanji in se nato vrnili. Sodobni pisatelj William Nester meni, da so bili Indijanci morda izpostavljeni evropskim okužencem, čeprav za to ni dokazov.

### Britanske osvojitve, 1758–1760
Vaudreuil in Montcalm sta bila leta 1758 minimalno oskrbljena, saj je britanska blokada francoske obale omejevala ladijski promet. Razmere v Novi Franciji so še poslabšale slaba letina leta 1757, težka zima in domnevno koruptivne spletke Françoisa Bigota, intendanta Nove Francije. Njegovi načrti za oskrbo kolonije so napihnili cene in Montcalm je verjel, da bodo z njimi napolnili svoje žepe in žepe svojih sodelavcev. Zaradi obsežnega izbruha črnih koz med zahodnimi indijanskimi plemeni so se leta 1758 mnoga od njih vzdržala trgovanja. Bolezen se je po bitki verjetno razširila zaradi gneče med obleganjem v Fort Williamu Henryju; vendar so Indijanci Francoze krivili za prinašanje "slabega zdravila" in za to, da so jim odrekli plen v utrdbi Fort William Henry.
Montcalm je svoje skromne vire osredotočil na obrambo reke svetega Lovrenca, s primarnimi obrambnimi točkami pri Carillonu, Quebecu in Louisbourgu, medtem ko je Vaudreuil neuspešno zagovarjal nadaljevanje taktike nenadnih napadov, ki je v prejšnjih letih delovala precej učinkovito. Britanski neuspehi v Severni Ameriki so se združili z drugimi neuspehi na evropskem prizorišču in privedli do padca premierja Newcastla z oblasti skupaj z vojvodo Cumberlandskim, njegovim glavnim vojaškim svetovalcem.
Newcastle in Pitt sta se združila v nelagodno koalicijo za novo vlado Velike Britanije, v kateri je Pitt prevladoval pri vojaškem načrtovanju. Lotil se je načrta za kampanjo leta 1758, ki ga je v veliki meri razvil Loudoun. Po neuspehih leta 1757 ga je na mestu vrhovnega poveljnika zamenjal Abercrombie. Pittov načrt je predvideval tri večje ofenzivne akcije, v katerih bi sodelovalo veliko število rednih vojakov, ki bi jih podpirali provincialn ipripadniki milice, s ciljem zavzetja osrčja Nove Francije. Dve odpravi sta bili uspešni, utrdba Duquesne in Louisbourg (1758)  sta padli pod precejšnjimi britanskimi silami.

#### 1758
Forbesova ekspedicija je bila britanska kampanja v septembru in oktobru 1758, v kateri je 6.000 vojakov pod poveljstvom generala Johna Forbesa  pregnalo Francoze iz spornega območja Ohio. Francozi so se umaknili iz utrdbe Fort Duquesne in Britancem prepustili nadzor nad dolino reke Ohio. Velika francoska trdnjava Louisbourg v Novi Škotski je bila zavzeta po obleganju.
Tretja invazija je bila ustavljena z neverjetno francosko zmago v bitki pri Carillonu, v kateri je 3.600 Francozov premagalo Abercrombiejevo silo 18.000 rednih vojakov, milice in indijanskih zaveznikov pred utrdbo, ki so jo Francozi imenovali Carillon, Britanci pa Ticonderoga. Abercrombie se je rešil pred popolno katastrofo, ko je poslal Johna Bradstreeta na odpravo, ki je uspešno uničila Fort Frontenac, vključno s skrivališči zalog, namenjenih zahodnim utrdbam Nove Francije in krznom, namenjenim Evropi. Abercrombieja so odpoklicali in nadomestil ga je Jeffery Amherst, 1. baron Amherst, zmagovalec pri Louisbourgu.
Francozi so leta 1758 na večini vojnih prizorišč na splošno dosegli slabe rezultate. Novi zunanji minister je bil Étienne François, vojvoda de Choiseul, ki se je odločil osredotočiti na invazijo na Britanijo 1759, da bi odvračal britanske vire od Severne Amerike in evropske celine. Invazija je spodletela tako vojaško kot politično, saj je Pitt znova načrtoval pomembne kampanje proti Novi Franciji in pošiljal sredstva britanski celinski zaveznici Prusiji, medtem ko je francoska mornarica leta 1759 v pomorskih bitkah pri Lagosu in zalivu Quiberon doživela neuspeh. Po sreči je nekaterim francoskim oskrbovalnim ladjam uspelo zapustiti Francijo in se izogniti britanski blokadi francoske obale.

#### 1759–1760
Britanci so nadaljevali s kampanjo na severozahodni meji Kanade, da bi odrezali francoske obmejne utrdbe na zahodu in jugu. Zavzeli so Ticonderogo (1759) in utrdbo Niagara ter premagali Francoze v bitki pri Tisoč otokih poleti 1759. Septembra 1759 je James Wolfe premagal Montcalma v bitki pri Abrahamovih ravnicah, ki je zahtevala življenje obeh poveljnikov. Po bitki so Francozi predali mesto Québec Britancem.
Aprila 1760 je François Gaston de Lévis vodil francoske sile v napad, da bi ponovno zavzele Quebec. Čeprav je zmagal v bitki pri Sainte-Foy, se je Lévisovo poznejše Obleganje Quebeca (1760) končalo s porazom, ko so britanske ladje prispele na pomoč garniziji. Potem, ko se je Lévis umaknil, je doživel še en udarec, ko je britanska pomorska zmaga pri Restigouche povzročila izgubo francoskih ladij, namenjenih oskrbi njegove vojske. Julija je Jeffrey Amherst, 1. baron Amherst nato vodil britanske sile, ki so štele okoli 18.000 mož, v trojnem napadu na Montreal. Potem, ko so na poti uničile francoske položaje, so se vse tri sile septembra srečale in obkolile Montreal. Mnogi Kanadčani so dezertirali ali predali orožje britanskim silam, medtem ko so si staroselski zavezniki Francozov prizadevali za mir in nevtralnost. De Lévis in Pierre François de Rigaud, markiz de Vaudreuil sta 8. septembra nejevoljno podpisala  kapitulacijo Montreala, s katero je bila dejansko zaključena britanska osvojitev Nove Francije.

### Občasni spopadi, 1760–1763
Večina bojev se je v Ameriki končala leta 1760, čeprav so se nadaljevali v Evropi med Francijo in Veliko Britanijo. Pomembna izjema je bilo francosko zavzetje  St. John's, Nova Fundlandija. General Amherst je slišal za to presenetljivo akcijo in takoj poslal čete pod poveljstvom svojega nečaka Williama Amhersta, ki je po bitki pri Signal Hillu septembra 1762 ponovno prevzel nadzor nad Novo Fundlandijo. Številne britanske enote, ki so bile nameščene v Ameriki, so bile premeščene za sodelovanje v nadaljnjih britanskih akcijah v Zahodni Indiji, vključno z zavzetjem španske Havane (1762), ko je Španija z zamudo vstopila v konflikt na strani Francije in britansko ekspedicijo proti francoskemu Martiniku leta 1762 pod vodstvom generalmajorja Roberta Moncktona.

## Mir
Guverner Vaudreuil se je v Montrealu pogajal o kapitulaciji z generalom Amherstom septembra 1760. Amherst je ugodil njegovim prošnjam, da bi vsem francoskim prebivalcem, ki bi se odločili ostati v koloniji, dali svobodo, da nadaljujejo z bogoslužjem v svoji rimskokatoliški tradiciji, da imajo lastništvo nepremičnin in da nemoteno ostanejo v svojih domovih. Britanci so nudili zdravniško oskrbo bolnim in ranjenim francoskim vojakom, francoske redne čete pa so se vrnile v Francijo na britanskih ladjah s sporazumom, da v tej vojni ne bodo več služile.
General Amherst je nadzoroval tudi prenos francoskih utrdb pod britanski nadzor na zahodni meji. Politika, ki jo je uvedel na teh območjih, je vznemirila veliko število domorodcev in prispevala k izbruhu Pontiacove vojne leta 1763,, v katerem je prišlo do vrste napadov staroselcev na obmejne utrdbe, kot je bil napad na utrdbo Miami (Indiana), ki je dejansko končal skoraj pol stoletja dolgo obdobje evropskih garnizij v Kekiongi. Obmejne naselbine so zahtevale stalno napotitev britanskih sil, konflikt pa se je v celoti zaključil šele leta 1766.
Od petdesetih let 18. stoletja do šestdesetih let 18. stoletja je izbruh črnih koz opustošil več staroselskih skupnosti po vsem ameriškem Srednjem zahodu. Izbruh so deloma povzročili zmagoviti staroselski bojevniki, ki so se borili na strani Francozov in domov prinašali vojni plen, okužen z boleznijo; izbruh je najbolj prizadel ljudstva Chippewa, Odawa in Potawatomi. Ustno izročil plemenskega voditelja in zgodovinarja plemena Odawe Andrewa Blackbirda je trdilo, da je izbruh "popolnoma izpraznil in opustošil "Waganagisi", veliko naselje Odawe plemena.
Vojna v Severni Ameriki se je skupaj s svetovno sedemletno vojno uradno končala z podpisom Pariške pogodbe 10. februarja 1763 med kraljestvi Velika Britanija, Francija in Španija, s čimer se je strinjala tudi Portugalska. Britanci so Franciji ponudili možnost predaje bodisi svojih celinskih severnoameriških posesti vzhodno od Misisipija bodisi karibskih otokov Gvadelupe in Martinik, ki so ju Britanci zasedli. Francija se je odločila za odstop prvega, vendar se je uspela pogajati o ohranitvi Saint Pierre in Miquelon, dveh majhnih otokov v zalivu sv. Lovrenca, skupaj z ribolovnimi pravicami na tem območju. Ekonomsko vrednost sladkornega trsa na karibskih otokih so imeli za večjo in lažje branljivo kot krzno s celine. Francoski filozof Voltaire je Kanado poniževalno označil za nič več kot nekaj hektarjev snega. Britanci pa so bili veseli, da so zavzeli Novo Francijo, saj obramba njihovih severnoameriških kolonij ne bi bila več problem (čeprav je odsotnost te grožnje mnoge koloniste pripeljala do sklepa, da britanske zaščite ne potrebujejo več). Tudi Britanija je imela veliko virov za pridobivanje sladkorja. Španija je z Britanijo zamenjala Florido, da bi ponovno pridobila Kubo, a so od Francije kot nadomestilo za svoje izgube pridobili tudi Louisiano vključno z New Orleansom. Velika Britanija in Španija sta se prav tako dogovorili, da bo plovba po reki Mississippi odprta za plovila vseh držav.

## Posledice
Vojna je spremenila gospodarske, politične, vladne in družbene odnose med tremi evropskimi silami, njihovimi kolonijami in ljudmi, ki so naseljevali ta ozemlja. Francija in Britanija sta zaradi vojne finančno trpeli, kar je imelo znatne dolgoročne posledice.
Britanija je pridobila nadzor nad Francosko Kanado in Akadijo, kolonijama s približno 80.000 pretežno francosko govorečimi rimskokatoliškimi prebivalci. Izgon Akadijcev, ki se je začel leta 1755, je omogočil dostop do zemlje priseljencem iz Evrope in migrantom iz kolonij na jugu. Britanci so veliko Akadijcev naselili po svojih ameriških provincah, mnogi pa so odšli v Francijo, nekateri pa v New Orleans, za katerega so pričakovali, da bo ostal francoski. Nekatere so poslali kolonizirat tako raznolike kraje, kot sta Francoska Gvajana in Falklandski otoki, vendar so bila ta prizadevanja neuspešna. Prebivalstvo Louisiane je prispevalo k nastanku prebivalstva Cajun. (Francoska beseda »Acadien« se je spremenila v »Cadien« in nato v »Cajun«.)
Jurij III. Britanski je 7. oktobra 1763 izdal "Royal Proclamation of 1763", ki je orisala delitev in upravljanje novo osvojenega ozemlja in še naprej do neke mere ureja odnose med vlado Kanade in staroselci v Kanadi. V njegovih določbah je bila vključena rezervacija zemljišč zahodno od Apalaškega gorovja za indijansko prebivalstvo, razmejitev, ki je bila le začasna ovira za naraščajoči val naseljencev, ki so se premikali proti zahodu. Razglas je vseboval tudi določbe, ki so preprečevale državljansko udeležbo rimskokatoliških Kanadčanov.
"Québec Act 1774" je obravnaval vprašanja, ki so jih iz razglasitve iz leta 1763 izpostavili rimskokatoliški francoski Kanadčani in prenesel indijansko ozemlje v provinco Quebec (1763–1791). Zakon je ohranil francosko civilno pravo, vključno s "Sistem gospostva", srednjeveškim zakonikom, ki ga je iz Francije odstranila Francoska revolucija. "Quebec Act" je bil glavna skrb za večinoma protestantskih Trinajst kolonij zaradi popuščanja in  napredovanja "papeštva". Običajno ga povezujejo z drugimi zakoni, kot je bil " Intolerable Acts", zakonodajo, ki je sčasoma privedla do ameriške revolucionarne vojne. "Québec Act 1774" je služil kot ustavni dokument za provinco Quebec, dokler ga ni nadomestil ustavni zakon iz leta 1791.
Sedemletna vojna je skoraj podvojila britanski državni dolg. Krona je iskala vire prihodkov za njegovo odplačilo in poskušala uvesti nove davke svojim kolonijam. Ti poskusi so naleteli na vse bolj oster odpor, dokler niso bile poklicane čete, da bi uveljavile oblast krone in so na koncu privedli do začetka ameriške revolucionarne vojne. Francija je svojim ameriškim posestim pripisovala relativno malo vrednosti, razen zelo donosnim otokom Antilom, ki so proizvajali sladkor in jih je obdržala. Minister César Gabriel de Choiseul je menil, da je s pariško pogodbo sklenil dober posel, Voltaire pa je zapisal, da je Ludvik XV. Francoski izgubil nekaj hektarjev snega. Vendar pa sta vojaški poraz in finančno breme vojne oslabila francosko monarhijo in prispevala k nastanku francoske revolucije leta 1789.
Odprava francoske moči v Ameriki je pomenila izginotje močnega zaveznika za nekatera indijanska plemena. Ohio je bil zdaj bolj dostopen za kolonialna naselja zaradi izgradnje vojaških cest, ki sta jih izvedla Braddock in Forbes. Španski prevzem ozemlja Louisiane je bil končan šele leta 1769 in je imel skromne posledice. Britanski prevzem španske Floride je povzročil selitev indijanskih plemen proti zahodu, ki niso želela z njimi trgovati. Ta selitev je povzročila tudi porast napetosti med Choctawi in Creeki, zgodovinskimi sovražniki, ki so se potegovali za zemljo. Sprememba nadzora na Floridi je spodbudila tudi večino njenega špansko-katoliškega prebivalstva k odhodu. Večina je odšla na Kubo, čeprav so se nekateri pokristjanjeni staroselci Yamasee preselili na obalo Mehike.
Francija se je leta 1778 vrnila v Ameriko z ustanovitvijo francosko-ameriške zveze proti Veliki Britaniji v ameriški revolucionarni vojni, kar zgodovinar Alfred A. Cave opisuje kot francosko "maščevanje za Montcalmovo smrt".